# Tchouïa du Nord
Pour les articles homonymes, voir Tchouïa (homonymie).
La Tchouïa du Nord, en russe Северо-Чуйский хребет, est un chaînon montagneux de Russie, en Sibérie, et faisant partie de l'ensemble montagneux plus vaste de l'Altaï. Ces reliefs se trouvent au partage des eaux de la rivière Tchouïa (au nord) et des rivières Karaguem et Tchagan-Ouzoun (au sud). Ils s'étendent sur une longueur de 120 kilomètres et sont délimités au sud par la Tchouïa du Sud et à l'est par la steppe de la Tchouïa.

## Géographie

### Topographie

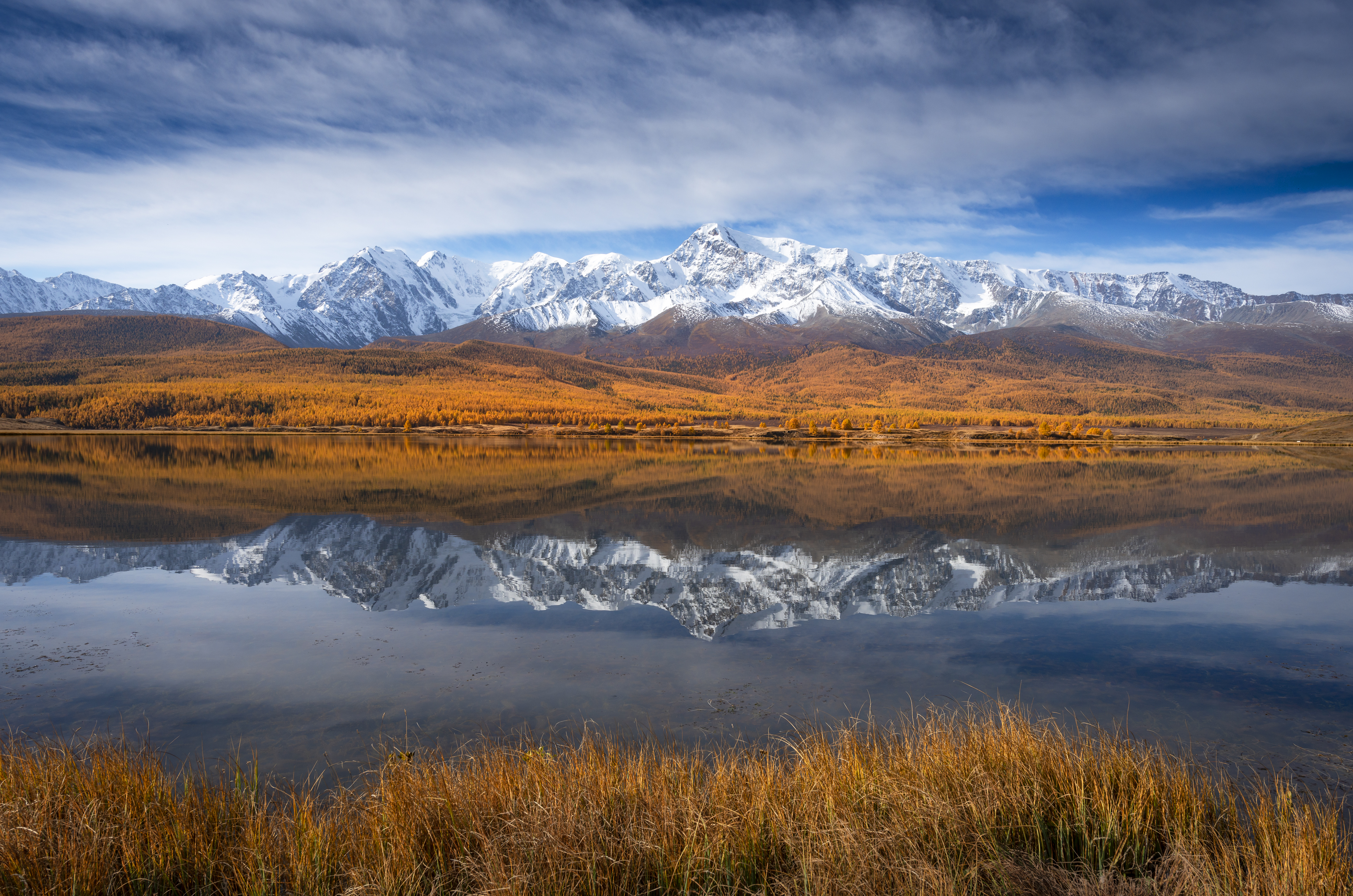
La Tchouïa du Nord depuis le lac Djangyskol.

Ses sommets les plus élevés se trouvent dans sa partie centrale et ont été formés pendant la période glaciaire. La moyenne des altitudes est de 3 600 mètres et certains sommets dépassent les 4 000 mètres, comme le Maacheï-Bach, son point culminant, qui culmine à 4 173 mètres d'altitude, ou l'Aktrou qui mesure 4 044 mètres.

### Hydrographie

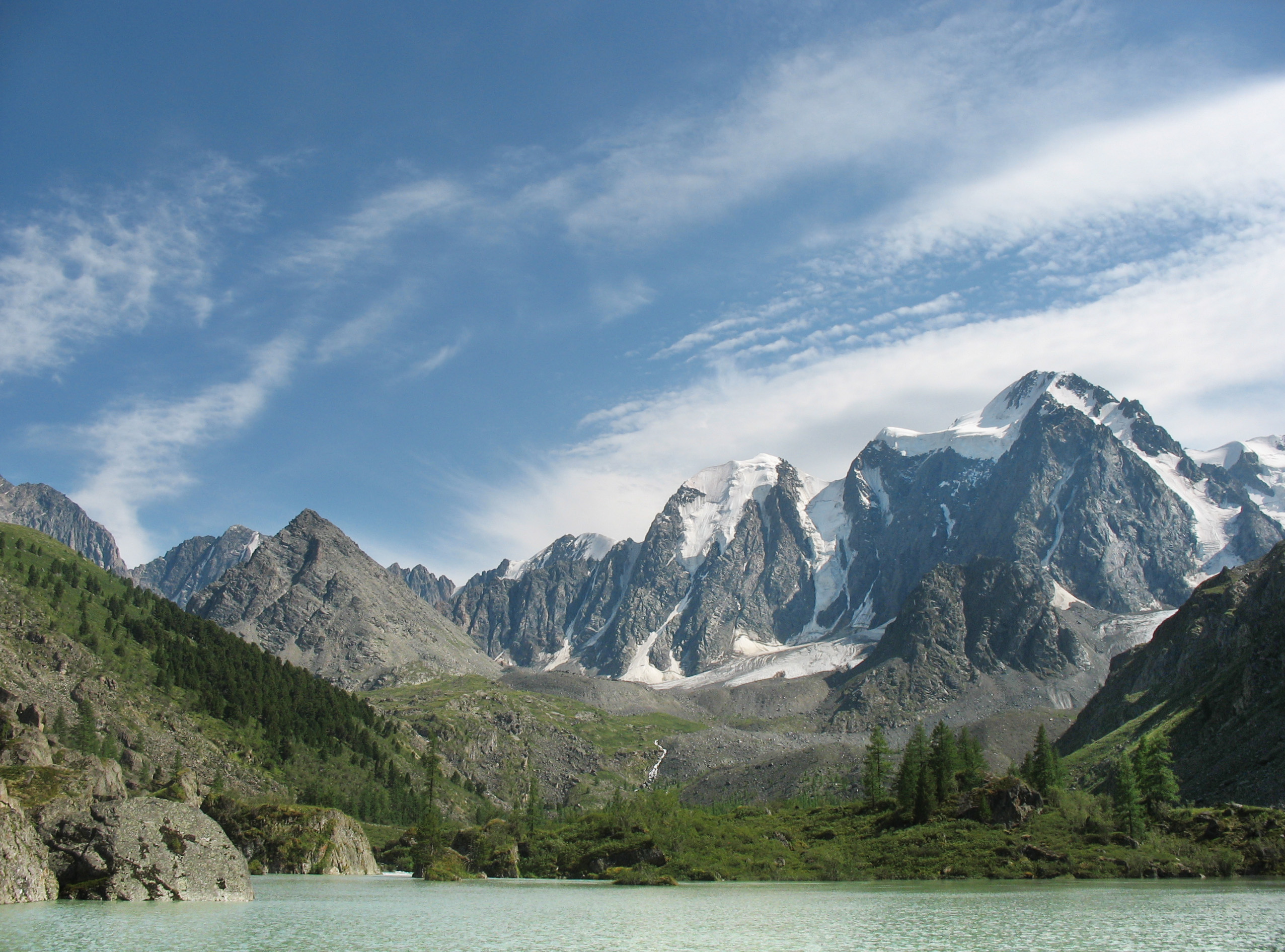
Vue du lac supérieur de la Chavla.

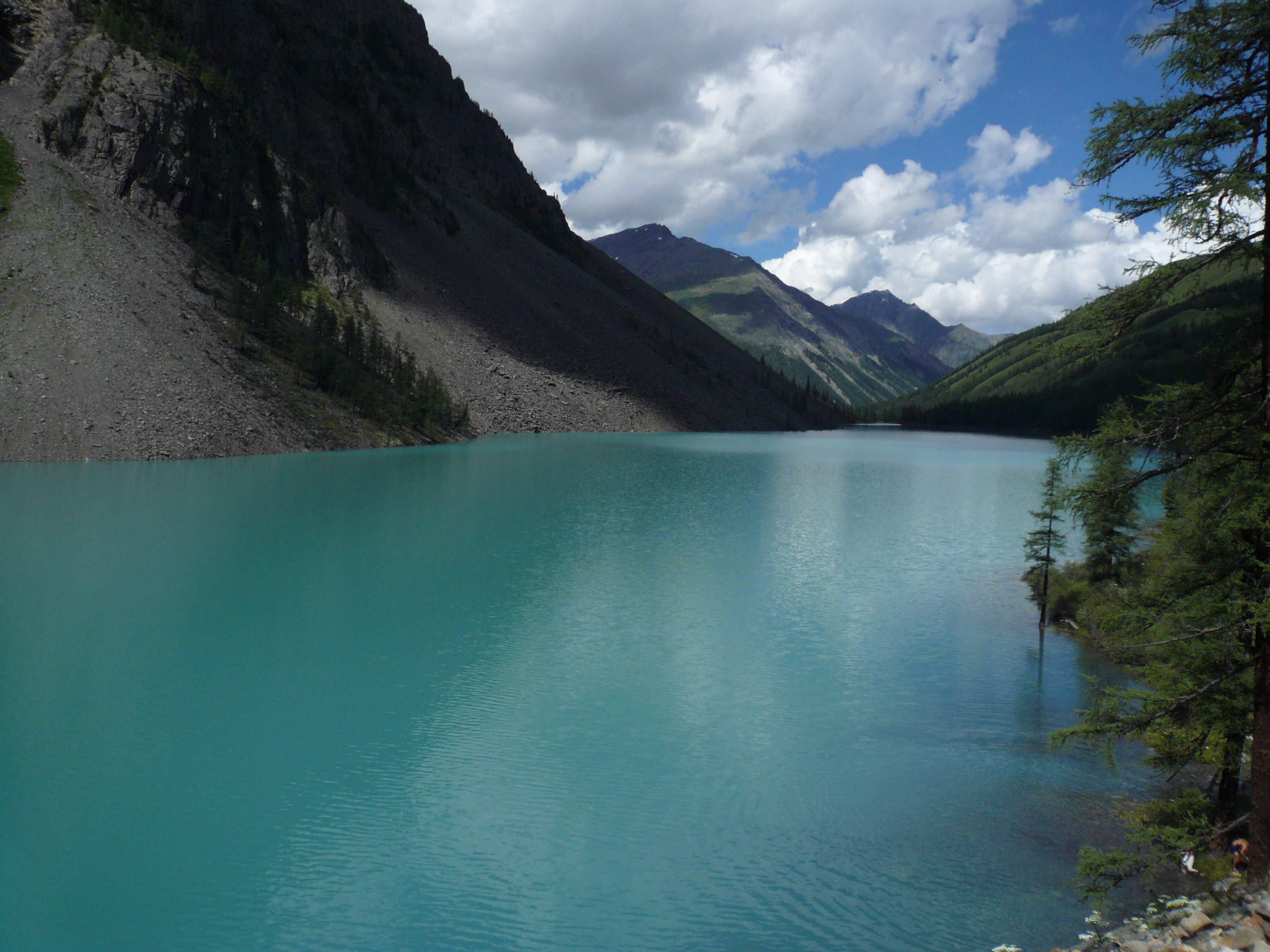
Vue du lac inférieur de la Chavla.

Près de deux cents glaciers se trouvent dans la partie centrale de ce chaînon pour une superficie totale de glaces de 175 km2. Le plus important est le glacier Maacheï qui s'étend sur 19,25 km2 et qui donne naissance à la rivière du même nom (17 km).

### Géologie
Ses sommets très escarpés sont formés de micaschiste, de calcaire et de roches métamorphiques.

### Climat
Le climat est ici rigoureusement continental avec de grandes différences de températures le jour et la nuit. L'été chaud est très court ; en cette saison, les températures n'excèdent pas 25 °C le jour près des lacs de la Chavla, du lac Maacheï ou du lac Kamriou, mais descendent parfois à 0 °C la nuit.

### Flore
Les pentes sont recouvertes jusqu'à 2 000 ou 2 400 mètres d'altitude de conifères de la taïga et au-dessus d'alpages et de toundra alpine.